# Runa Melander
Runa Melander, född 7 september 1893 i Tottarp i Skåne, död 14 september 1977 i Helsingfors var en svensk pedagog som anses ha gjort sig bemärkt som utvecklare av den svenska hushållslärarutbildningen i Finland. Men det faktum så var det Anna Olsoni-Qvist (1864-1943) https://fi.wikipedia.org/wiki/Anna_Olsoni som skapade och drev som hushållslärare den första svenska hushållslärarskolan i Helsingfors redan 1891 som sedermera har utvecklat sig till Helsingfors universitet. Anna Olsoni var också den första finländska hushållslärarinna som publicerade 1892 på svenska den första finländska hushållsboken "Kokbok för enkel matlagning i hem och skola jämte korta anvisningar rörande huslig ekonomi". 1893 kom den även ut på finska. Det är lite märkligt att Runa Melander fått all uppmärksamhet och Anna Olsoni som egentligen var hushållslärarutbildningens moder inte har fått den uppmärksamhet som hon förtjänar. 
Melander var uppvuxen i folkhögskoleanda genom fadern, agronom Yngve Melander på Önnestads och Hvilans folkhögskola; på mödernet hade hon finländsk härstamning. Hon fick husmodersutbildning i Uppsala.
År 1919 kallades Melander av Finlands svenska Marthaförbund till Högvalla seminarium som hon kom att organisera, utveckla och starkt prägla i över 40 år tillsammans med Elsa Bonsdorff. Melander var föreståndare för Högvalla 1943, rektor 1950–1961 och direktör för Högvalla Ab till 1973. Hon tog initiativ till marthornas semesterhem Storgård på Kråkö i Borgå, till Grönvalla husmodersskola på Västankvarn, till hemsysterskolan i Hindhår och till Högvalla kamratförbund. 1919 införde Melander på Högvalla den svenska Luciaseden, vilken genom eleverna spreds i talrika finlandssvenska hem.
Melander utgav kokboken Hemhushållningens grunder (1929), som fram till 1990 utkom i 21 upplagor, från 1965 under namnet Marthas kokbok. Med sina 70 000 exemplar hörde den till de mest spridda finlandssvenska böckerna. Hon skrev även Recept och råd (1943) om kristida mat, Hem och hemvård (1950), Hushållslära för hem och skola (1963) och Råd och recept (1976), om vardagsmat och husmanskost för äldre.